# エキノドルス
エキノドルス属（Echinodorus）は、南米に生息するオモダカ科の一属である。

## 代表的な種
観賞用に流通しているものが、この属の中では知名度が高い。主な原種・野生種を紹介。

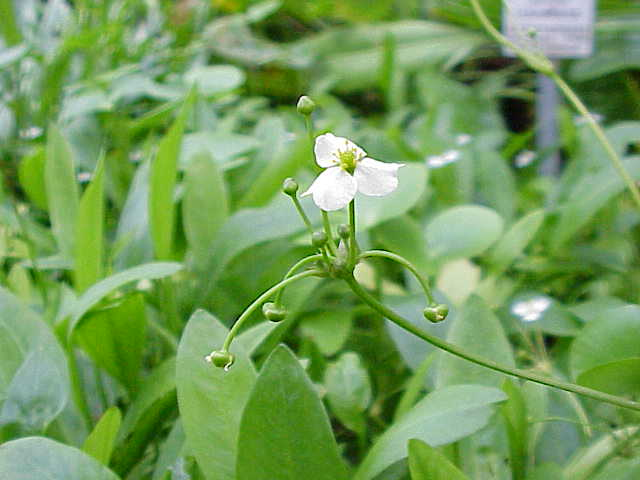
エキノドルスの花 (Echinodorus isthmicus)

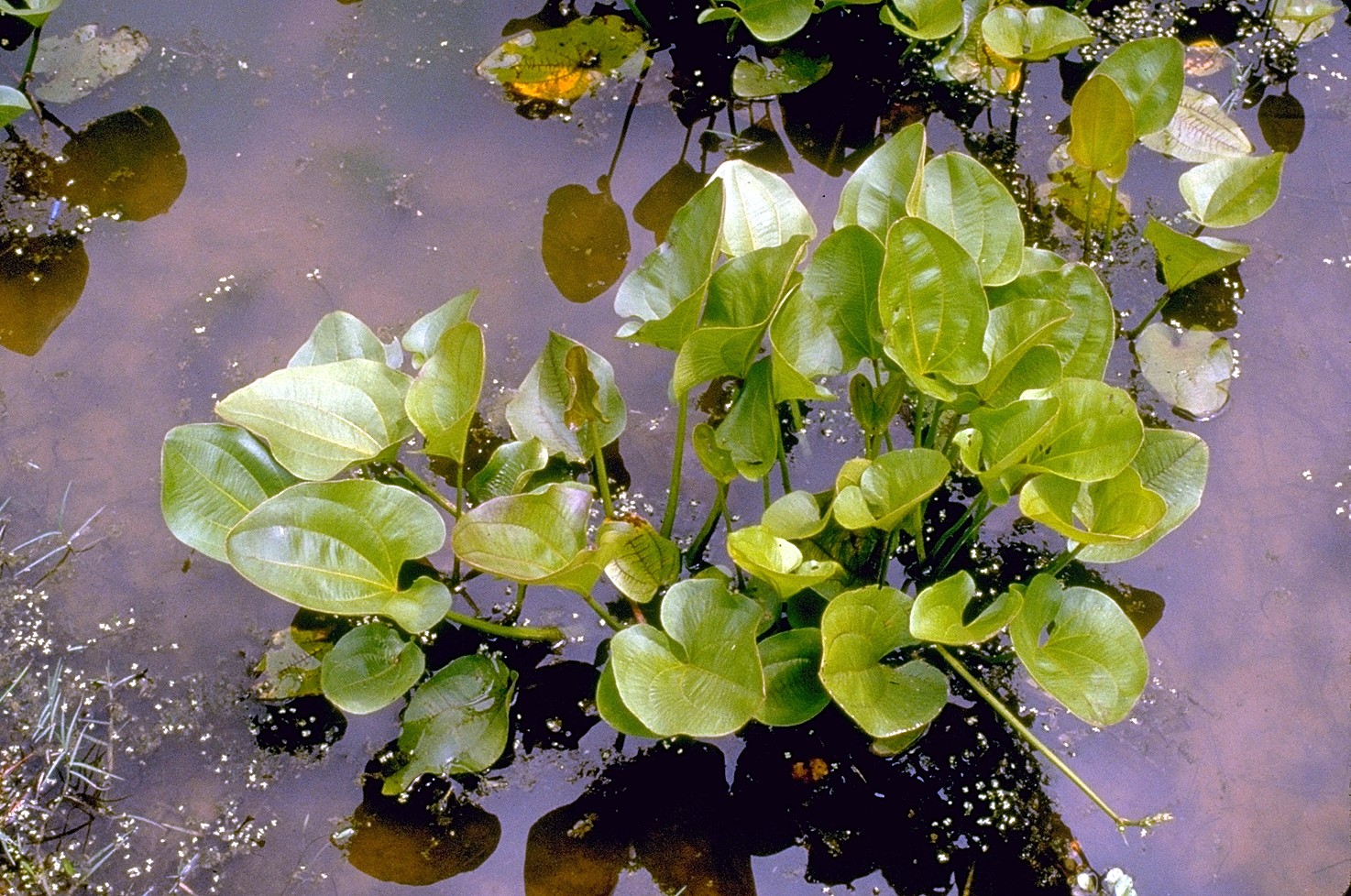
ラジカンス（水上葉）

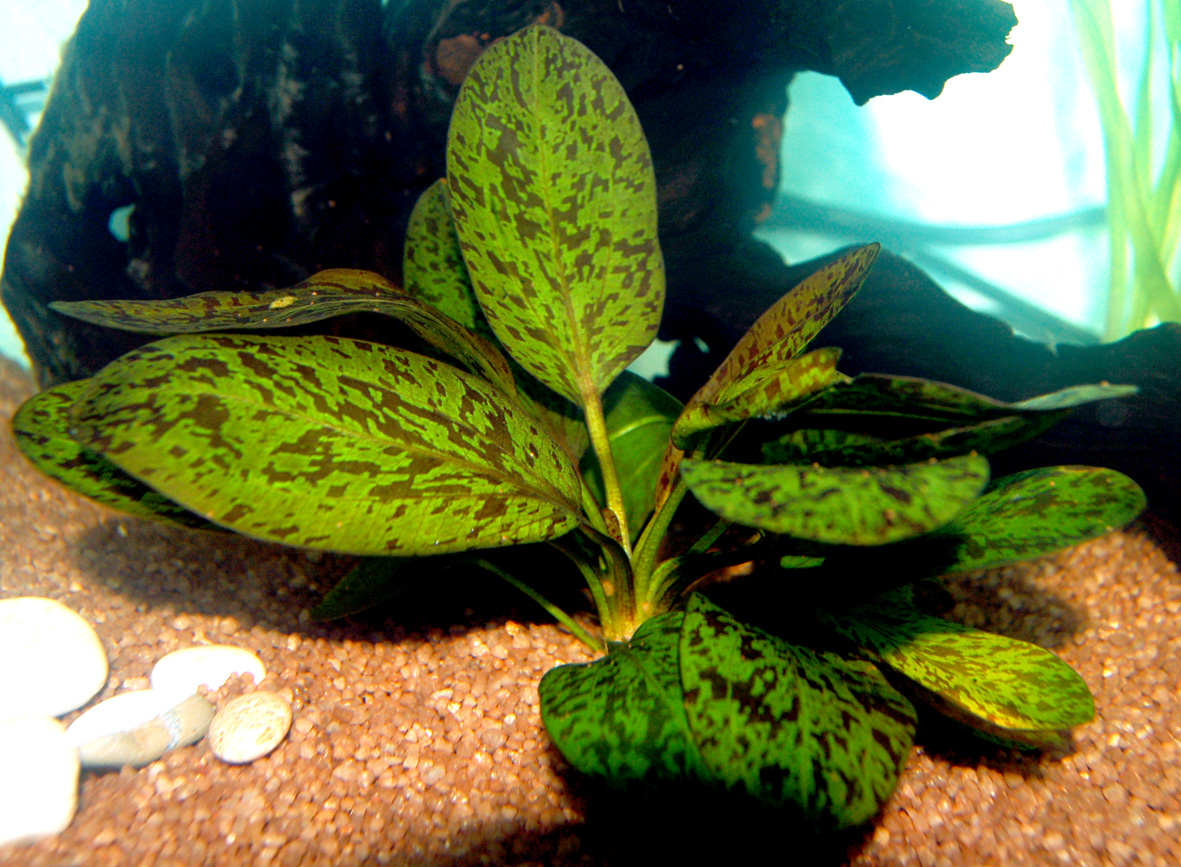
エキノドルスの改良種（オゼロット）

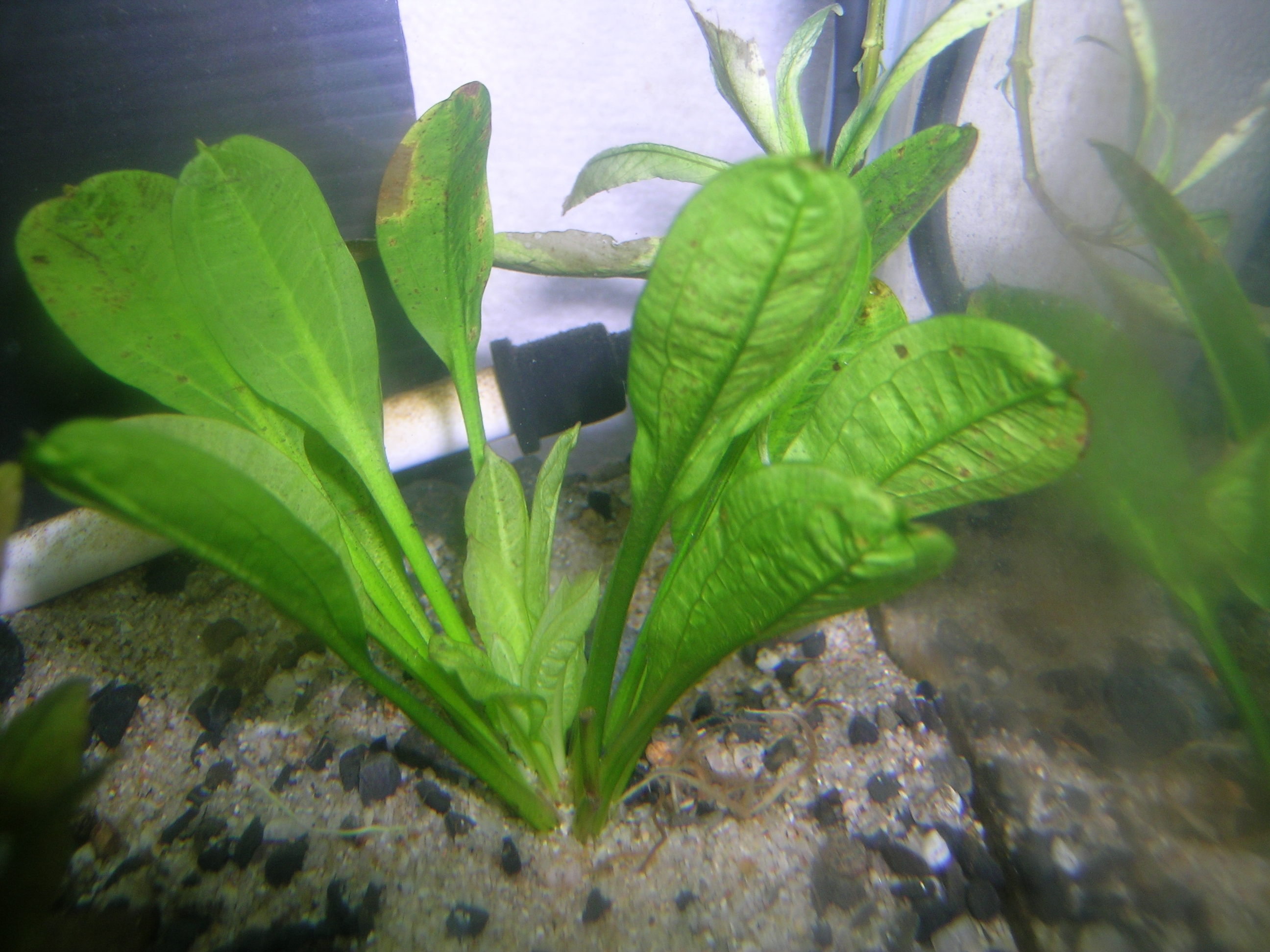
エキノドルスの改良種（キューピーアマゾン）

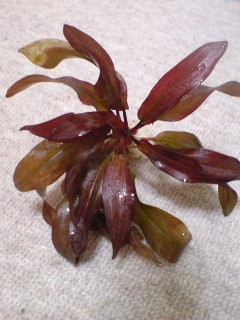
エキノドルスの改良種（サンクトエルムスファー）。赤系エキノドルスの一例である。上から見ると、ロゼット葉を持つのがよく分かる。

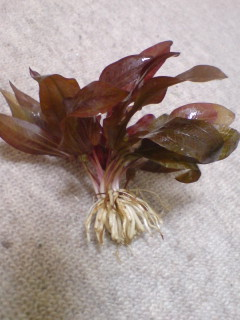
横からの写真。根がよく見える。このように太目のひげ根を持つ。

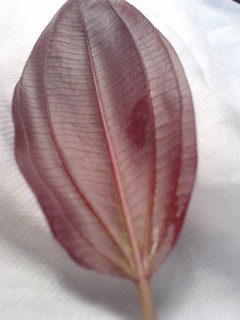
エキノドルスの改良種（アフレイム）。赤紫色の丸い葉を持つ。エキノドルスの葉の色、形、大きさは多様である。

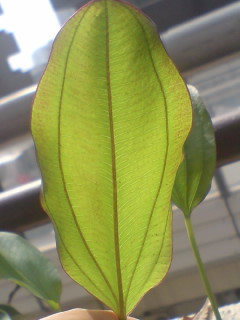
エキノドルス・アフレイムの成長して緑色になった葉（水上葉）

主に南米大陸に分布する。アマゾン川やその水系、パンタナール大湿原にも多くの種類が生息している。アクアリウムの世界では、このグループに属する水草が多種栽培されているが、日本においてはアクアリウム以外での利用はあまり聞かない。サバナないし熱帯雨林の原産であるが、日本国内で屋外栽培を行って越冬した例もある。本来は抽水植物であるが、アクアリウムでは水に沈めた状態で栽培されることが多い。

### アマゾンソードプラント
Echinodorus amazonicus
南米に分布。大型で剣状の葉をもつ。観賞用に栽培されるエキノドルスではもっともポピュラーで、国内・海外の多くのファームで栽培されている。観賞魚用の水草としては古くから知られ、代表的な「アクアリウム用の水草」のひとつでもある。性質は丈夫。

### ラジカンス
E. cordifolius
20-50cm。多少の耐寒性があるため、日本国内で屋外栽培して越冬した例もある。

### エキノドルス・ホレマニィ
E. horemanii
南米南部に分布。細長く透明感のある葉をもち、海草を思わせる草体で、葉長は40-50cm。 清浄な水質を好む。赤みがかった「レッド」と呼ばれるタイプや、葉幅の広い「ブロードリーフ」と呼ばれるタイプも流通している。

### エキノドルス・テネルス
E. tenellus (pygmy chain sword)
南米に分布。通称「ピグミーチェーン・アマゾン」とよばれ、小型で細長い葉を持つ。ランナーを伸ばし、芝生のように広がって育つ。

### エキノドルス・オパクス
E. opacus
ブラジル南部に分布する。深緑色で丸く小型の葉を持ち、葉長は30-60cm、ギボウシのような草姿をしている。2006年現在では、流通量も少なく、かなりの高価で流通している。

## 改良種
エキノドルス属には改良種も多く存在する。ほとんどの種は、アクアリウムを用い水中で観賞することを主眼に置き、品種改良が進められている。そのため、水中葉を眺めるための改良種が多い。

### エキノドルス・ルビン
エキノドルス属。欧州で作出された、エキノドルスの改良種としては古い部類である。細長い葉を持ち、一部が赤く染まる。葉長は40-50cm。

### エキノドルス・ルビン・ナローリーフ
上記のルビンから作出された改良種。内側の葉はルビンより濃いワインレッドを呈し、外側の葉は緑色に変化する。緑色に変化した葉にはエンジ色の葉脈が表れる。名前の通り、ルビンよりしなやかで細長い葉を茂らせる。ルビンより小型で、成長しても葉長は20-30cm。

### エキノドルス・オゼロット
エキノドルス属。濃褐色の斑が細かくまだらに入る明るい緑色の葉を持つ。葉の斑点からオセロットという名前が付けられている。葉長は20-30cm。

### エキノドルス・ローズ
ドイツの植物学者で水草ファーム「ハンス・バース・デサウ」オーナーでもある、ハンス・バースが作出した種で、初期の改良エキノドルスのひとつ。新芽がバラ色に染まる。葉長は20-50cm。

### エキノドルス・キューピーアマゾン
エキノドルス属。小型の丸い葉を持ち、丸い葉の先からは突起が出る。葉の形からキューピーと名がつく。

### エキノドルス・マーブルクィーン
エキノドルス属。ラジカンスの斑入りを固定した改良種。欧州にて比較的早くに作出された。最近では東南アジアのファーム産も流通している。

### エキノドルス・バーシー
ハンス・バースが作出した種で、彼の名を冠した種。水上葉は黄緑色だが、水中葉は鮮やかなワインレッドになる。ワインレッドの葉で葉脈だけ緑色という配色をもつ。

### エキノドルス・アフレイム
かなり濃い赤紫（見方によってはかなり黒っぽい）の特徴的な葉を持つ。オランダのアクアフローラ社が作出した改良種。大きくするのは比較的難しく、成長も遅いため苔に侵され易い。水中では矮小化する傾向がある。水中葉は細長い茎の先に長卵形の葉が付く、水上葉はやや大きく黄緑色で別種のように違う見た目になる。

### エキノドルス・サンクトエルムスファー
ドイツのズーロジカ社が作出した、比較的新しい改良種。バーシーとオゼロットの交雑種。小豆色の水中葉を幾重にも茂らせ、ギボウシを赤くしたような草姿をしている。小型の種類である。

### エキノドルス・アパート
ハンス・バース・デサウが作出した、赤系のホレマニィ・レッドと深緑系のポルトアレグレンシスの交配種。入手しにくいポルトアレグレンシスに似た姿をした、深緑系エキノドルスの廉価版を量産する狙いで作出された種である。性質は強健で栽培は容易。新芽はホレマニィ・レッドのように赤くなるが、成長するにつれコンブのようにウェーブがかかった、深緑色の葉に変化する。葉長は20cm前後。
上記に挙げた種以外にも、エキノドルス属には多くの野生種、栽培種が存在する。